# یواس‌اس پری (دی‌دی-۱۱)
یواس‌اس پری (دی‌دی-۱۱) (به انگلیسی: USS Perry (DD-11)) یک کشتی بود که طول آن ۲۵۰ فوت ۶ اینچ (۷۶٫۳۵ متر) بود. این کشتی در سال ۱۹۰۰ ساخته شد.